# Права требования и права свободы
Некоторые философы и политологи видят различие между правами требования и правами свободы. Право требования — это право, которое влечет за собой ответственность, обязанности или обязательства других сторон в отношении правообладателя. Право свободы же, напротив — это право, которое не влечет за собой обязательств других сторон, а скорее только свободу или разрешение для правообладателя. Различие между этими двумя смыслами берет начало в анализе, проведенном американским юристом Уэсли Ньюкомбом Хохфельдом в его основополагающей работе «Основные правовые концепции, применяемые в судебном обосновании и других юридических эссе» (1919).
Права свободы и права требования являются противоположными друг другу: человек имеет право свободы, позволяющее ему что-либо делать, только если нет другого человека, имеющего право требования, запрещающее ему это делать; и аналогично, если человек имеет право требования против кого-то другого, свобода другого человека, таким образом, ограничена. Это происходит потому, что деонтические концепции обязательства и разрешения являются дуальными по Де Моргану; человеку разрешено делать все и только то, от чего он не обязан воздерживаться, и обязан делать все и только то, от чего ему не разрешено воздерживаться.

## Обзор
Право человека на свободу x состоит в его свободе делать или иметь x, в то время как право требования человека на x состоит в обязательстве других разрешать или давать ему возможность делать или иметь x. Например, заявлять о праве на свободу слова означает утверждать, что у вас есть разрешение говорить свободно; то есть, что вы не делаете ничего плохого, говоря свободно. Но это право на свободу само по себе не влечет за собой, что другие обязаны помогать вам сообщать то, что вы хотите сказать, или даже что они будут неправы, если помешают вам говорить свободно. Заявлять об этом означало бы заявлять о праве требования на свободу слова; утверждать, что другие обязаны воздерживаться от того, чтобы мешать вам свободно говорить или даже, возможно, обязаны помогать вам в общении. И наоборот, такие права требования не влекут за собой права свободы; например, законы, запрещающие самосуд (устанавливающие законное право требования быть свободным от него), тем самым не оправдывают и не разрешают все действия, которые такое насильственное принуждение могло бы предотвратить.